# Здравеопазване в Бахрейн
Състоянието на здравеопазването в Бахрейн се е подобрило значително след обявяването на независимостта. Нацията на практика елиминира тропическите болести и вдигна продължителността на живота на седемдесет и една години за мъжете и седемдесет и шест години за жените. Има голяма модерна болница в столицата и много местни здравни центрове, които се фокусират върху превантивните грижи. Има заведения за обучение на лекари и медицински сестри, но по-голямата част от медицински персонал са чужденци. Особено в селските райони, някои хора все още разчитат на традиционните растителни лекове, направени от палмово дърво цветя, цветен прашец, и пъпки.
През 1960 г., Бахрейн открива безплатна национална здравна служба, на разположение на чуждестранните и местни групи от населението чрез система от първични грижи здравни центрове и модерни болнични заведения. Бахрейнски пациенти, които се нуждаят от сложна операция или лечение са изпратени в чужбина за сметка на правителството.
Медицински услуги се предоставят от малък частен сектор и правителството. Здравни центрове са достъпни за населението безплатно. През 1990 г. има 4 държавни болници (включително психиатрична болница и болница за възрастни), 5 родилни домове, 19 здравни центрове, 6 здравни центрове свързани с околната среда и 16 центрове, които се грижат за майките с деца. През 2004 г. е имало около 160 лекари, 413 медицински сестри, 21 стоматолози и 22 фармацевти на 100 000 души.

## Статистика
Детската смъртност е била оценена на 17,27 на 1000 живо родени деца през 2005 г. През 1994 г., 93% от едногодишните деца в страната са били ваксинирани срещу дребна шарка. През 1990 г. 100% от населението има достъп до здравни услуги и 93% са имали достъп до безопасна питейна вода. Средна продължителност на живота през 2005 г. е 74.23 години. Маларията е открита при 258 души, докато полиомиелит, морбили, тетанус и не се откриват. Разпространението на ХИВ/СПИН е 3/100 възрастни през 2003 г. Към 2004 г., е имало около 600 души, живеещи с ХИВ/СПИН в страната. През 2003 има около 200 смъртни случаи от СПИН.

## Превантивна медицина
Първична здравна помощ е крайъгълният камък на здравеопазването, което се предлага в Кралство Бахрейн. Министерството предвижда службите за първичната здравна помощ да се предлагат, чрез 24 здравни центрове и 3 здравни клиники.
Основно внимание представлява първата линия на контакт и се поддържа от добра система за насочване, която е била създадена задно с вторичните грижи. Безплатното лечение е предвидено за всички бахрейнски граждани, докато чужденците трябва да плащат три динара (BD. 3.000) за всяко посещение.
Осигурен е диапазон от лечебни, превантивни и помощни услуги. Лечебните услуги покриват голямо разнообразие от здравословни проблеми, като контролирането на хронични заболявания, остри заболявания, спешни грижи, малки операции, грижи за възрастни хора в три здравни центрове, здравни услуги за работещите, дентални услуги, както и домашни посещения.
Превантивните услуги включват майчинско и детското здравеопазване, пред родилни услуги, периодична прегледи на децата, имунизация, след родилни и грижи след аборт, услуги по семейно планиране, периодични прегледи за жените, предбрачните грижи, както и прегледи с ултразвук на бременни жени. Превантивните услуги включват също така орални здравни услуги като програма за поставяне на пломби, проверка на флуорида, стоматологични услуги за майки и деца, диабетици, възрастни хора и клиенти със специални нужди.
Осигурени са и други поддържащи услуги като физиотерапия, диагностични, фармацевтични и социални и други такива. Не на последно място, като допълнение на превантивните услуги са предоставени и здравно-образователни услуги.